# جاك كولي
جاك كولي (بالإنجليزية: Jack Cooley) مواليد 4 أبريل 1991 في إيفانستون، هو لاعب كرة سلة محترف أمريكي بدأ مسيرته الاحترافية في سنة 2013 ويحمل الرقم 45. يبلغ طوله 6 قدم 9 بوصة (2.1 م).

## فرق لعب لها
- طرابزون سبور لكرة السلة
- يوتاه جاز
- بالونكيستو مالقا

## إحصائيات المسيرة

### الموسم الاعتيادي
| السنة   | الفريق    | لعب | بدأ | دقيقة | ميداني% | ثلاثية | حرة  | ارتداد | صنع | استلاب | تصدي | نقطة |
| ------- | --------- | --- | --- | ----- | ------- | ------ | ---- | ------ | --- | ------ | ---- | ---- |
| 2014–15 | يوتاه جاز | 16  | 0   | 5.4   | .409    | .000   | .429 | 1.6    | .1  | .4     | .2   | 1.7  |
| المسيرة |           | 16  | 0   | 5.4   | .409    | .000   | .429 | 1.6    | .1  | .4     | .2   | 1.7  |

## روابط خارجية
- جاك كولي على موقع إن بي أي (الإنجليزية)
- جاك كولي على موقع دوري كرة السلة الياباني للمحترفين (اليابانية)
- جاك كولي على موقع سبورتس رفرنس (الإنجليزية)
- جاك كولي على موقع الدوري الإسباني لكرة السلة (الإسبانية)
- جاك كولي على موقع كرة السلة الأوروبية.كوم (الإنجليزية)
- جاك كولي على موقع كلية كرة السلة في سبورتس رفرنس.كوم (الإنجليزية)
- جاك كولي على موقع ريلجم (الإنجليزية)
- جاك كولي على موقع بروبوليرز (الإنجليزية)
- جاك كولي على موقع سبورتس رفرنس (الإنجليزية)
- جاك كولي على موقع سبورتس رفرنس (الإنجليزية)